# Lista de consortes da Prússia
Rainha da Prússia era o título da consorte do monarca do Reino da Prússia, desde sua criação, em 1701, até a queda da monarquia, em 1918.  Com o vigor da Lei Sálica, a Prússia jamais contou com uma rainha reinante. Até 1806, as rainhas da Prússia eram também eleitoras de Brandemburgo; após 1871, passaram a ostentar ainda o título de Imperatriz da Alemanha. Até 1772, seu título era Rainha na Prússia.

## Duquesas da Prússia
|  | Nome                                                       | Pai                                                                                           | Nascimento             | Casamento               | Tornou-se Duquesa                         | Deixou de ser Duquesa                  | Morte                  | Cônjuge              |
|  | ---------------------------------------------------------- | --------------------------------------------------------------------------------------------- | ---------------------- | ----------------------- | ----------------------------------------- | -------------------------------------- | ---------------------- | -------------------- |
|  | Doroteia da Dinamarca                                      | Frederico I da Dinamarca (Oldemburgo)                                                         | 1 de agosto de 1504    | 1 julho de 1526         | 1 julho de 1526                           | 11 de abril de 1547                    | 11 de abril de 1547    | Alberto I            |
|  | Ana Maria de Brunswick-Calenberg-Göttingen                 | Erico I, Duque de Brunswick-Lüneburg (Guelfo)                                                 | 23 de abril de 1532    | 26 de fevereiro de 1550 | 26 de fevereiro de 1550                   | 20 de março de 1568 morte do marido    | 20/21 de março de 1568 | Alberto I            |
|  | Maria Leonor de Cleves                                     | Guilherme, Duque de Jülich-Cleves-Berg (Berg)                                                 | 25 de junho de 1550    | 14 de outubro de 1573   | 14 de outubro de 1573                     | 1 de junho de 1608                     | 1 de junho de 1608     | Alberto II Frederico |
|  | Ana da Prússia                                             | Alberto Frederico da Prússia (Hohenzollern)                                                   | 3 de julho de 1576     | 30 de outubro de 1594   | 28 de agosto de 1618 ascensão do marido   | 23 de dezembro de 1619 morte do marido | 30 de agosto de 1625   | João Segismundo      |
|  | Isabel Carlota do Palatinado                               | Frederico IV, Eleitor Palatino (Palatinado-Simmern)                                           | 19 de novembro de 1597 | 24 de julho de 1616     | 23 de dezembro de 1619 ascensão do marido | 1 December 1640 morte do marido        | 26 de abril de 1660    | Jorge Guilherme      |
|  | Luísa Henriqueta de Orange-Nassau                          | Frederico Henrique, príncipe de Orange (Orange-Nassau)                                        | 7 de dezembro de 1627  | 7 de dezembro de 1646   | 7 de dezembro de 1646                     | 18 de junho de 1667                    | 18 de junho de 1667    | Frederico Guilherme  |
|  | Sofia Doroteia de Schleswig-Holstein-Sonderburg-Glücksburg | Felipe de Schleswig-Holstein-Sonderburg-Glücksburg (Schleswig-Holstein-Sonderburg-Glücksburg) | 28 de setembro de 1636 | 13 de junho de 1668     | 13 de junho de 1668                       | 29 April 1688 morte do marido          | 6 de agosto de 1689    | Frederico Guilherme  |
|  | Sofia Carlota de Hanôver                                   | Ernesto Augusto, Eleitor de Hanôver (Hanôver)                                                 | 30 de outubro de 1668  | 8 de outubro de 1684    | 29 de abril de 1688 ascensão do marido    | 18 January 1701 tornou-se rainha       | 1 de fevereiro de 1705 | Frederico            |

## Rainhas na Prússia
|  | Nome                                             | Pai                                                              | Nascimento             | Casamento              | Tornou-se Rainha                           | Deixou de ser Rainha                                            | Morte                   | Cônjuge                 |
|  | ------------------------------------------------ | ---------------------------------------------------------------- | ---------------------- | ---------------------- | ------------------------------------------ | --------------------------------------------------------------- | ----------------------- | ----------------------- |
|  | Sofia Carlota de Hanôver                         | Ernesto Augusto, Eleitor de Hanôver (Hanôver)                    | 30 de outubro de 1668  | 8 de outubro de 1684   | 18 de janeiro de 1701 elevada a Rainha     | 1 de fevereiro de 1705                                          | 1 de fevereiro de 1705  | Frederico I             |
|  | Sofia Luísa de Mecklenburg-Schwerin              | Frederico, Duque de Mecklenburg-Grabow (Mecklenburg-Schwerin)    | 6 de maio de 1685      | 28 de novembro de 1708 | 28 de novembro de 1708                     | 25 de fevereiro de 1713 morte do marido                         | 29 de julho de 1735     | Frederico I             |
|  | Sofia Doroteia de Hanôver                        | Jorge I da Grã-Bretanha (Hanôver)                                | 16 de março de 1687    | 28 de novembro de 1706 | 25 de fevereiro de 1713 ascensão do marido | 31 de maio de 1740 morte do marido                              | 28 de junho de 1757     | Frederico Guilherme I   |
|  | Isabel Cristina de Brunsvique-Volfembutel-Bevern | Fernando Alberto II de Brunswick-Wolfenbüttel (Brunswick-Bevern) | 8 de novembro de 1715  | 12 de junho de 1733    | 31 de maio de 1740 ascensão do marido      | 19 de fevereiro de 1772 extinção do título de Rainha na Prussia | 13 de janeiro de 1797   | Frederico II            |
|  | Frederica Luísa de Hesse-Darmstadt               | Luís IX de Hesse-Darmstadt (Hesse-Darmstadt)                     | 16 de outubro de 1751  | 14 de julho de 1769    | 17 de agosto 1786 ascensão do marido       | 16 de novembro de 1797 morte do marido                          | 25 de fevereiro de 1805 | Frederico Guilherme II  |
|  | Luísa de Mecklemburgo-Strelitz                   | Carlos II de Mecklemburgo-Strelitz (Mecklenburg-Strelitz)        | 10 de março de 1776    | 24 de dezembro de 1793 | 16 de novembro de 1797 ascensão do marido  | 9 de julho de 1810                                              | 9 de julho de 1810      | Frederico Guilherme III |
|  | Isabel Luísa da Baviera                          | Maximiliano I José da Baviera (Wittelsbach)                      | 13 de novembro de 1801 | 29 de novembro de 1823 | 7 de junho de 1840 ascensão do marido      | 2 de janeiro de 1861 morte do marido                            | 14 de dezembro de 1873  | Frederico Guilherme IV  |

## Imperatrizes da Alemanha
|  | Nome                                  | Pai                                                                                | Nascimento             | Casamento               | Tornou-se Rainha                        | Deixou de ser Rainha                      | Morte                | Cônjuge       |
|  | ------------------------------------- | ---------------------------------------------------------------------------------- | ---------------------- | ----------------------- | --------------------------------------- | ----------------------------------------- | -------------------- | ------------- |
|  | Augusta de Saxe-Weimar-Eisenach       | Carlos Frederico de Saxe-Weimar-Eisenach (Saxe-Weimar-Eisenach)                    | 30 de setembro de 1811 | 11 de junho 1829        | 2 de janeiro de 1861 ascensão do marido | 9 de março de 1888 morte do marido        | 7 de janeiro de 1890 | Guilherme I   |
|  | Vitória do Reino Unido                | Alberto de Saxe-Coburgo-Gota (Saxe-Coburgo-Gota)                                   | 21 de novembro de 1840 | 25 de janeiro de 1858   | 9 de março de 1888 ascensão do marido   | 15 de junho de 1888 morte do marido       | 5 de agosto de 1901  | Frederico III |
|  | Augusta Vitória de Eslésvico-Holsácia | Frederico VIII de Eslésvico-Holsácia(Eslésvico-Holsácia-Sonderburgo-Augustemburgo) | 22 de outubro de 1858  | 27 de fevereiro de 1881 | 15 de junho de 1888 ascensão do marido  | 9 de novembro de 1918 abdicação do marido | 11 de abril de 1921  | Guilherme II  |

### Consortes de pretendentes
|  | Nome                                  | Pai                                                                                 | Nascimento             | Casamento               | Tornou-se consorte                        | Deixou de ser consorte              | Morte                 | Cônjuge                    |
|  | ------------------------------------- | ----------------------------------------------------------------------------------- | ---------------------- | ----------------------- | ----------------------------------------- | ----------------------------------- | --------------------- | -------------------------- |
|  | Augusta Vitória de Eslésvico-Holsácia | Frederico VIII de Eslésvico-Holsácia (Eslésvico-Holsácia-Sonderburgo-Augustemburgo) | 22 de outubro de 1858  | 27 de fevereiro de 1881 | 9 de novembro de 1918 abdicação do marido | 11 de abril de 1921                 | 11 de abril de 1921   | Guilherme II               |
|  | Hermínia Reuss de Greiz               | Henrique XXII de Reuss-Greiz (Reuss)                                                | 17 de dezembro de 1887 | 5 de novembro de 1922   | 5 de novembro de 1922                     | 4 June 1941 morte do marido         | 7 de agosto de 1947   | Guilherme II               |
|  | Cecília de Mecklemburgo-Schwerin      | Frederico Francisco III de Mecklemburgo-Schwerin (Mecklenburg-Schwerin)             | 20 de setembro de 1886 | 6 de junho de 1905      | 4 de junho de 1941                        | 20 de julho de 1951 morte do marido | 6 de maio de 1954     | Guilherme da Prússia       |
|  | Kira Kyrillovna da Rússia             | Cyrill Vladimirovich da Rússia (Romanov)                                            | 9 de maio de 1909      | 4 de maio de 1938       | 20 de julho de 1951                       | 8 de setembro de 1967               | 8 de setembro de 1967 | Luís Fernando da Prússia   |
|  | Sofia de Isemburgo                    | Francisco Alexandre de Isemburgo (Isemburgo)                                        | 7 de março de 1978     | 25 de agosto de 2011    | 25 de agosto de 2011                      | -                                   | -                     | Jorge Frederico da Prússia |